# Carmichaelia nigrans
Carmichaelia nigrans är en ärtväxtart som beskrevs av George Simpson. Carmichaelia nigrans ingår i släktet Carmichaelia och familjen ärtväxter. Inga underarter finns listade i Catalogue of Life.